# Guillaume II de Hesse-Wanfried-Rheinfels
Guillaume II de Hesse-Wanfried-Rheinfels (aussi connu comme Guillaume le Jeune;  25 août 1671 à Langenschwalbach; 1er avril 1731 à Paris, et également enterré là-bas) est l'un des fils du landgrave Charles de Hesse-Wanfried (1649-1711) et de sa première épouse, Sophie-Madeleine de Salm-Reifferscheid (d. 1675). Il succède à son père comme landgrave de Hesse-Wanfried et de Hesse-Rheinfels. Après 1711, il se titre lui-même "Landgrave de Hesse-Rheinfels".

## Biographie
Guillaume le Jeune commence sa carrière en tant que chanoine de Cologne et de Strasbourg. Il est décrit comme un pauvre en esprit et en mauvais environnement". Après la mort de son père en 1711, il voyage à Wanfried, où son jeune demi-frère Christian de Hesse-Wanfried-Rheinfels prend le pouvoir. Ils ont un différend, qui est tranché par l'empereur Charles VI. Christian renonce à sa revendication sur Hesse-Wanfried-Rheinfels, en échange d'une rente annuelle de 7 500 florins, en plus du château d'Eschwege. Le château a été promis à Brunswick-Bevern en 1667. Cependant, il est échangé en faveur de Christian en 1713.
Guillaume dirige Hesse-Wanfried-Rheinfels de 1711 à 1731. Il voyage souvent, généralement à la Cour Impériale de Vienne. En 1718, l'empereur le charge de défendre le Château de Rheinfels, où les troupes du landgrave Charles Ier de Hesse-Cassel ont résisté et repoussé trois lourds sièges par les Français.
En 1719, Guillaume obtient l'autorisation du Pape pour revenir à l'état laïque, afin d'éviter l'extinction imminente de la lignée de Hesse-Wanfried. Après la médiation par l'empereur, il se marie le 19 septembre 1719 avec Ernestine de Palatinat-Soulzbach, la fille du comte palatin Théodore-Eustache de Palatinat-Soulzbach. Le mariage reste sans enfant.
Après la mort de Guillaume, Ernestine continue à vivre au château de Rheinfels pendant un moment, puis elle devinet prieure des Carmélites du monastère à Neubourg-sur-le-Danube, où elle est décédée le 5 avril 1775.
Hesse-Wanfried et de la Hesse-Rheinfels sont repris de son jeune demi-frère, qui est titré Christian d'Eschwege depuis 1711.